# Ctenoplusia karthalae
Ctenoplusia karthalae là một loài bướm đêm trong họ Noctuidae.